# Dolichopus sufflavus
Dolichopus sufflavus är en tvåvingeart som beskrevs av Van Duzee 1921. Dolichopus sufflavus ingår i släktet Dolichopus och familjen styltflugor. Inga underarter finns listade i Catalogue of Life.